# العلاقات اليابانية المارشالية
العلاقات اليابانية المارشالية هي العلاقات الثنائية التي تجمع بين اليابان وجزر مارشال.

## مقارنة بين البلدين
هذه مقارنة عامة ومرجعية للدولتين:
| وجه المقارنة                                              | اليابان         | جزر مارشال                     |
| --------------------------------------------------------- | --------------- | ------------------------------ |
| المساحة (كم2)                                             | 377.97 ألف      | 181                            |
| عدد السكان (نسمة)                                         | 126.79 مليون    | 53.13 ألف                      |
| الكثافة السكانية (ن./كم²)                                 | 335.45          | 29.35 ألف                      |
| العاصمة                                                   | طوكيو           | ماجورو                         |
| اللغة الرسمية                                             | اللغة اليابانية | لغة إنجليزية، اللغة المارشالية |
| العملة                                                    | ين ياباني       | دولار أمريكي                   |
| الناتج المحلي الإجمالي (بليون دولار)                      | 4.87 تريليون    | 199.40 مليون                   |
| الناتج المحلي الإجمالي (تعادل القوة الشرائية) بليون دولار | 5.18 تريليون    | 207.25 مليون                   |
| الناتج المحلي الإجمالي الاسمي للفرد دولار أمريكي          | 34.52 ألف       | 3.38 ألف                       |
| الناتج المحلي الإجمالي للفرد دولار أمريكي                 | 36.62 ألف       | 3.80 ألف                       |
| مؤشر التنمية البشرية                                      | 0.903           |                                |
| رمز المكالمات الدولي                                      | +81             | +692                           |
| رمز الإنترنت                                              | .jp             | .mh                            |
| المنطقة الزمنية                                           | توقيت اليابان   | ت ع م+12:00                    |

## منظمات دولية مشتركة
يشترك البلدان في عضوية مجموعة من المنظمات الدولية، منها:
| علم المنظمة | اسم المنظمة                   | تاريخ انضمام اليابان | تاريخ انضمام جزر مارشال |
| ----------- | ----------------------------- | -------------------- | ----------------------- |
|             | يونسكو                        | 2 يوليو 1951         | 30 يونيو 1995           |
|             | مؤسسة التمويل الدولية         | 20 يوليو 1956        | 23 سبتمبر 1992          |
|             | بنك التنمية الآسيوي           | 1966                 | 1990                    |
|             | منظمة حظر الأسلحة الكيميائية  | ?                    | ?                       |
|             | مؤسسة التنمية الدولية         | 27 ديسمبر 1960       | 19 يناير 1993           |
|             | الاتحاد الدولي للاتصالات      | 29 يناير 1879        | 22 فبراير 1996          |
|             | منظمة الشرطة الجنائية الدولية | ?                    | ?                       |
|             | الأمم المتحدة                 | 18 ديسمبر 1956       | 17 سبتمبر 1991          |
|             | البنك الدولي للإنشاء والتعمير | 13 أغسطس 1952        | 21 مايو 1992            |

## وصلات خارجية
- موقع وزارة الخارجية اليابانية